# Micridium halidaii
Micridium halidaii ist ein Käfer aus der Familie der Zwergkäfer (Ptiliidae).

## Merkmale
Die Käfer erreichen eine Körperlänge von 0,5 bis 0,6 Millimetern. Ihr Körper ist etwas lang gestreckt und leicht gewölbt. Er ist fein und locker behaart und glänzend rotgelb gefärbt. Die Körperoberseite ist undeutlich punktförmig strukturiert. Der Halsschild ist fast so breit wie die Deckflügel und an den Seiten abgerundet. Die lang gestreckt eiförmigen Deckflügel besitzen zwei dunkle längliche Streifen, die durch das durchscheinende zweite Flügelpaar darunter hervorgerufen werden.

## Vorkommen und Lebensweise
Die Art ist in Nord- und Mitteleuropa verbreitet. Die südliche Verbreitungsgrenze verläuft von Frankreich über die Schweiz und Österreich in die Slowakei, Polen nach Russland. Sie fehlt im hohen Norden. Die Tiere leben in verfaulendem Holz und im Mulm von Eichen.